# Мапротилин
Мапротилин (Maprotiline, торговое наименование: «Людиомил», 3-Метиламинопропил)дибензо-[b, e]-бицикло-[2,2,2]-октадиен) — лекарственное средство (антидепрессант).

## Общая информация
Мапротилин является соединением четырёхциклической структуры, близким, однако, по строению, особенно по боковой цепи, к трициклическим антидепрессантам. По фармакологическим свойствам тоже близок к антидепрессантам этой группы: ослабляет депримирующие эффекты резерпина, усиливает действие фенамина. Является ингибитором обратного захвата моноаминов, но отличается тем, что относительно сильно тормозит обратный захват пресинаптическими нервными окончаниями норадреналина. Он усиливает прессорное действие норадреналина и адреналина, обладает умеренной холинолитической активностью. Ингибирования МАО не вызывает.
Мапротилин оказывает антидепрессивное действие, сопровождающееся анксиолитическим и умеренным седативным эффектом.
Применяют при различных формах депрессий, включая реактивные, невротические, циклотимические, инволюционные и др., сопровождающиеся страхом, раздражительностью.
Назначают внутрь, начиная с дозы 50 мг 3 раза в день; затем дозу постепенно увеличивают — при необходимости до 300 мг в день. Лицам пожилого возраста назначают по 10 мг 3 раза в день, а при необходимости увеличивают дозу до 25-50 мг 3 раза в день. Амбулаторным больным назначают по 10—25 мг 3 раза в день. В тяжёлых случаях мапротилин иногда вводят в вену в дозах от 25—50 мг до 150 мг в день.

## Побочные эффекты
Основное преимущество мапротилина в сравнении с трициклическими антидепрессантами — относительно слабая выраженность седативного и антихолинергических побочных действий, хотя для мапротилина эти побочные действия всё же более характерны, чем для антидепрессантов группы СИОЗС. Наиболее существенным недостатком мапротилина считается высокий риск развития судорог, описанных как при применении препарата в терапевтических дозах, так и при передозировках у пациентов без судорожных расстройств в анамнезе. Риск возникновения судорог связан с дозой, что требует особого внимания при назначении мапротилина в высоких дозах. Осторожность требуется и при отмене бензодиазепинов у пациентов, принимающих мапротилин, поскольку порог судорожной готовности может снизиться.
При приёме мапротилина возможны такие побочные действия, как сонливость или возбуждение (нечасто), атаксия, артралгии (редко), ортостатическая гипотензия (редко), нарушение сердечной проводимости (редко), повышение массы тела (редко), аллергические реакции (чаще, чем при применении трициклических антидепрессантов), пароксизмальные явления (также чаще, чем при применении трициклических антидепрессантов), холестатическая желтуха (редко), нарушение либидо, галакторея (редко). Иногда при применении мапротилина возникают тахикардия и колебания артериального давления.

## Передозировка
Для мапротилина характерна высокая летальность при передозировке.

## Противопоказания
Препарат противопоказан при острых и декомпенсациях хронических заболеваний внутренних органов, аденоме предстательной железы, заболеваниях печени и почек, закрытоугольной глаукоме, эпилепсии и латентной пароксизмальной активности, в первом триместре беременности и при кормлении грудью, при возрасте менее 15 лет.

## Взаимодействия
Не сочетается с необратимыми и обратимыми ИМАО, с бета-блокаторами, симпатомиметическими моноаминами (эфедрин, адреналин). Сочетание с ИМАО приводит к лихорадке, делирию, судорогам:433. Сочетанное применение мапротилина и снотворных или седативных средств может приводить к опасной заторможенности:122.
Мапротилин усиливает действие адреномиметиков, L-тироксина на сердечно-сосудистую систему. Снижает антигипертензивный эффект бетанидина, гуанетидина, клонидина, метилдопы, резерпина:432—433. Повышает концентрацию антидепрессанта СИОЗС флуоксетина. Повышает эффективность антидиабетических препаратов, антитромботических средств, антагонистов витамина K, атропина, биперидена, леводопы, М-холиноблокаторов, препаратов для общей анестезии, алкогольсодержащих препаратов:432—433.
Сочетание с анксиолитиками приводит к повышению концентрации мапротилина в плазме крови, снижению судорожного порога, провоцирует возникновение судорог. Флувоксамин, флуоксетин, пропранолол, циметидин повышают концентрацию мапротилина в плазме крови, усиливают его основной эффект и побочные эффекты. Карбамазепин, фенитоин, гормональные контрацептивы снижают антидепрессивный эффект мапротилина:432—433.
Сочетание мапротилина с леводопой может вызывать повышение артериального давления, с тиреотропными средствами — нарушения сердечного ритма, сочетание с препаратами лития — снижение судорожного порога:432—433.